# Kourounios
Kouronios (greacă Κουρουνιός) este un sat în Grecia în prefectura Arcadia.

## Populație
| An   | Populație |
| ---- | --------- |
| 1981 | 111       |
| 1991 | 78        |
| 2001 | 80        |